# Ludolf Weidemann
(Heinrich Christian Wilhelm) Ludolf Weidemann, auch Ludolph (* 20. März 1849 in Ahrensbök; † 1939 in Quickborn) war ein deutscher evangelisch-lutherischer Geistlicher und Schriftsteller.

## Leben und Werk
Weidemann studierte Evangelische Theologie an den Universitäten Jena, wo er sich mit Ferdinand Tönnies anfreundete, und Erlangen. Hier wurde er 1870 Mitglied der Burschenschaft der Bubenreuther. Als Kandidat des Predigtamtes kam er 1877 nach Oldenburg. Er suchte nach anderen Tätigkeitsmöglichkeiten als dem Pfarramt und unterrichtete ab 1880 Latein am Katharineum zu Lübeck. Hier war er der Lateinlehrer Thomas Manns, der die Figur des Pastor Hirte in den Buddenbrooks nach ihm gestaltete.
Ab 1890 wirkte er in Hamburg; 1900 ging er dann doch ins Pfarramt und wurde Pastor an St. Nikolai in Elmshorn. Nach einem Zwischenspiel 1910/11 als Kurprediger an der deutschen Kirche in Bordighera wurde er zum Pastor in Quickborn berufen, wo er bis zu seiner Pensionierung blieb.

## Schriften
- Wintersturm: ein Sang von der Ostsee. Leipzig 1905 (Digitalisat)
- Karl Maria Kasch: (auch ein Leben). Hamburg: Janssen 1904; 2. Auflage Hamburg 1910
- Briefe eines Glücklichen. Leipzig: Schloeßmann 1919 (Digitalisat)
- Weltgeschichte am Kamin. Berlin: B. Behrs  1929